# Retamal de Llerena
Retamal de Llerena ist ein Dorf und eine Gemeinde (municipio) mit nur noch 429 Einwohnern (Stand: 2024) im Südosten der spanischen Provinz Badajoz in der Autonomen Gemeinschaft Extremadura. 

## Lage
Retamal de Llerena liegt etwa 85 Kilometer südöstlich von Mérida und etwa 155 Kilometer ostsüdöstlich von Badajoz in einer Höhe von ca. 465 m. Das Klima im Winter ist gemäßigt, im Sommer dagegen warm bis heiß; die eher geringen Niederschlagsmengen (ca. 450 mm/Jahr) fallen – mit Ausnahme der nahezu regenlosen Sommermonate – verteilt übers ganze Jahr.

## Bevölkerungsentwicklung
| Jahr      | 1970 | 1981 | 1991 | 2001 | 2011 | 2021 |
| Einwohner | 959  | 718  | 662  | 531  | 494  | 431  |

## Sehenswürdigkeiten
- Peterskirche (Iglesia de San Pedro Apóstol)

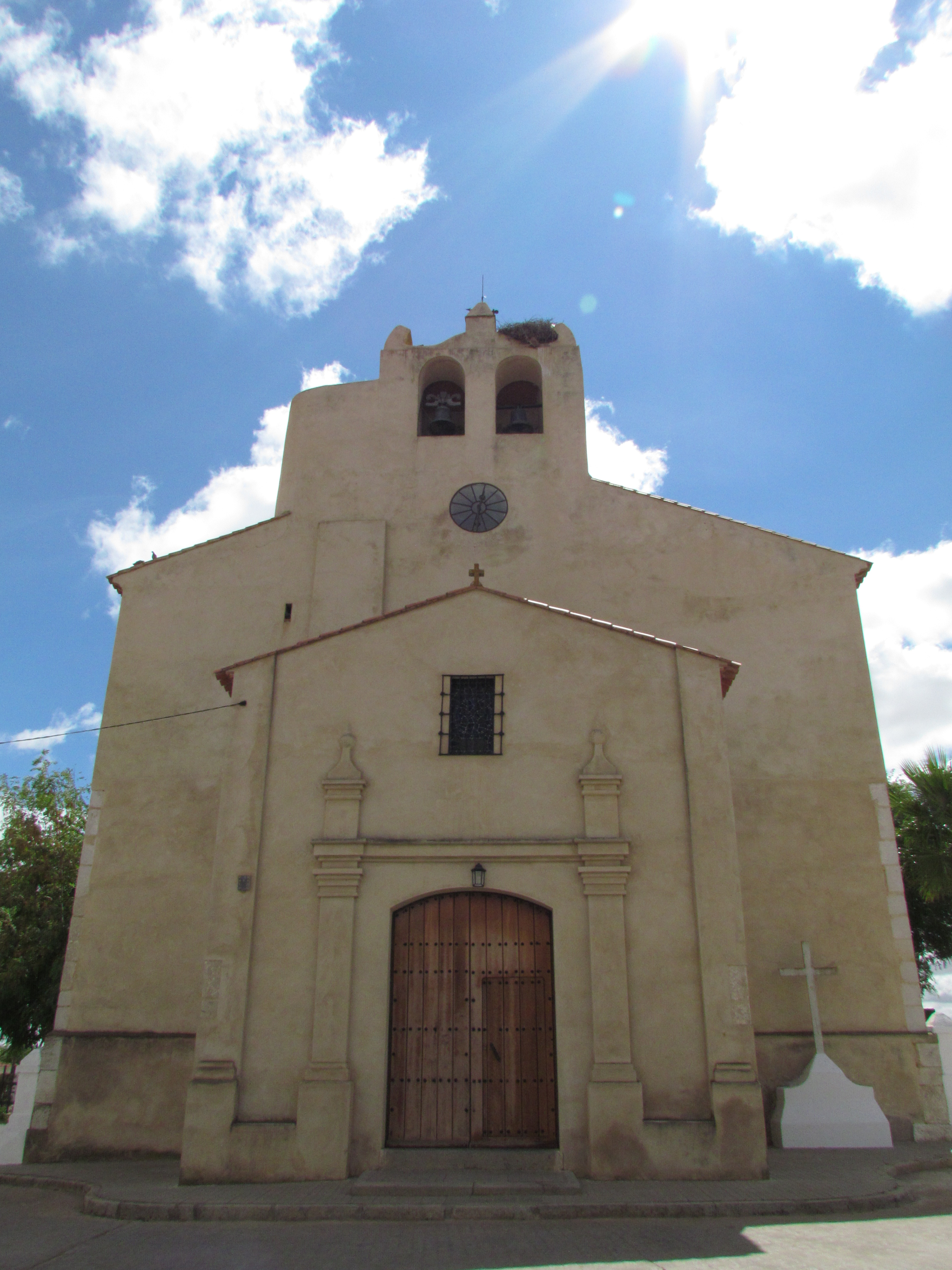
Peterskirche
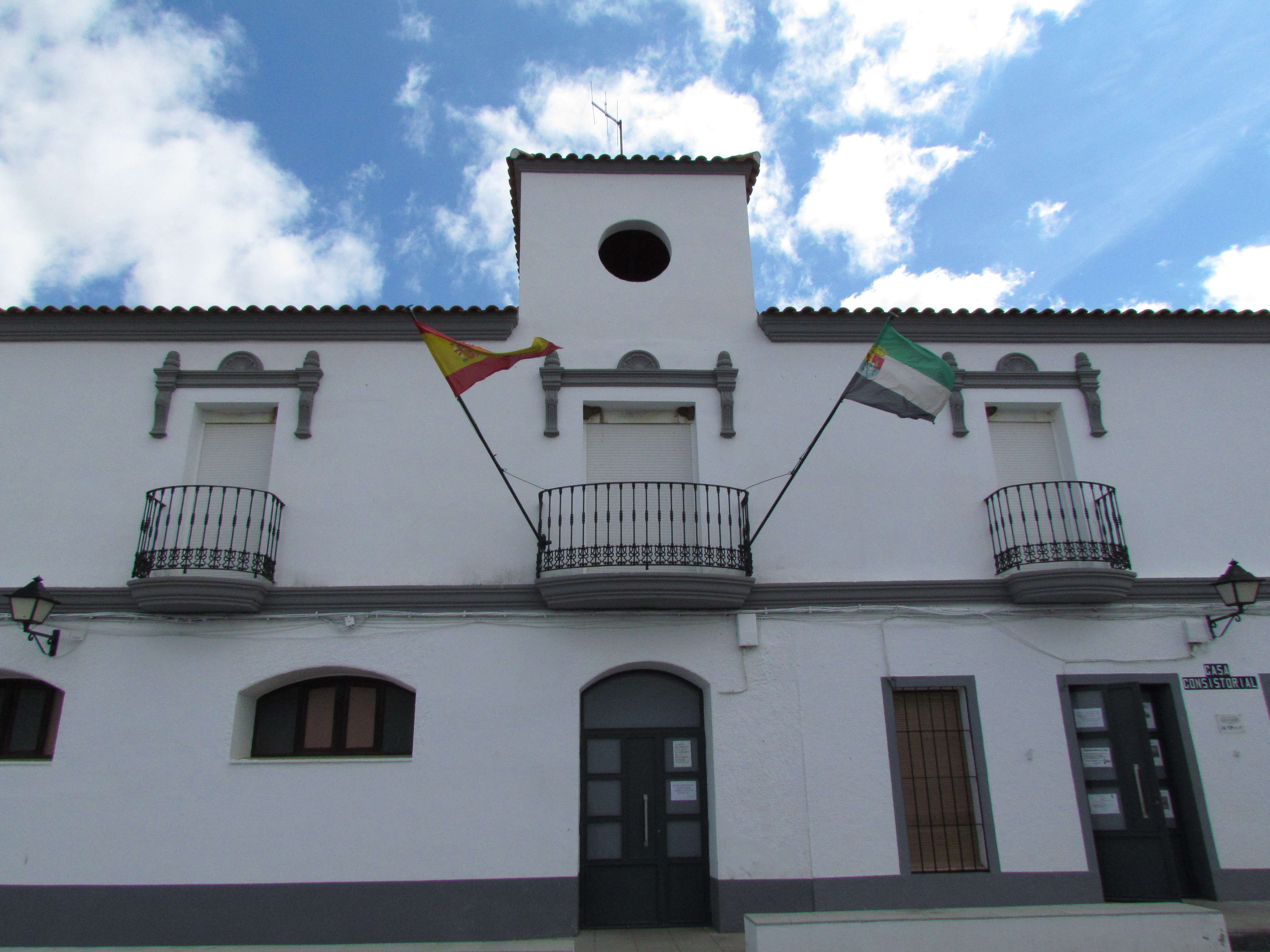
Rathaus